# 471
471 (CDLXXI) fue un año común comenzado en viernes del calendario juliano, en vigor en aquella fecha.
En el Imperio romano, el año fue nombrado el del consulado de Novo y Probiano, o menos comúnmente, como el 1224 Ab urbe condita, adquiriendo su denominación como 471 a principios de la Edad Media, al establecerse el anno Domini.

## Acontecimientos
- Xiao Wen Di sucede a Xian Wen Di como gobernante de la dinastía Wei del Norte en China.
- Teodorico el Grande comienza a gobernar como rey ostrogodo.
- Acacio se convierte en patriarca de Constantinopla.

## Fallecimientos
- Aspar (militar), magister militum del Imperio Romano de Oriente.